# Sphenoptera chaudoiri
Sphenoptera chaudoiri es una especie de escarabajo del género Sphenoptera, familia Buprestidae. Fue descrita científicamente por Obenberger en 1930.

## Distribución
Habita en la región afrotropical.